# Košarka na OI 2012. – sastavi (muškarci)

## Skupina A

### Argentina
| Ime i prezime        | Klub                     |
| -------------------- | ------------------------ |
| Facundo Campazzo     | Peñarol de Mar del Plata |
| Carlos Delfino       | Milwaukee Bucks          |
| Manu Ginóbili        | San Antonio Spurs        |
| Juan Pedro Gutiérrez | CB Granada               |
| Leonardo Gutiérrez   | Peñarol de Mar del Plata |
| Hernán Jasen         | CB Estudiantes           |
| Federico Kammerichs  | Regatas Corrientes       |
| Martín Leiva         | Peñarol de Mar del Plata |
| Marcos Mata          | bez kluba                |
| Andrés Nocioni       | Caja Laboral             |
| Pablo Prigioni       | Real Madrid              |
| Luis Scola           | Houston Rockets          |
| Julio Lamas          |                          |

### Francuska
| Ime i prezime          | Klub                   |
| ---------------------- | ---------------------- |
| Nicolas Batum          | Portland Trail Blazers |
| Yannick Bokolo         | BCM Gravelines         |
| Fabien Causeur         | Caja Laboral           |
| Nando De Colo          | Valencia BC            |
| Boris Diaw             | San Antonio Spurs      |
| Mickaël Gelabale       | BK Himki               |
| Charles Lombahe-Kahudi | Le Mans Sarthe Basket  |
| Tony Parker            | San Antonio Spurs      |
| Florent Piétrus        | Valencia BC            |
| Kevin Seraphin         | Washington Wizards     |
| Ali Traore             | Lokomotiv-Kuban        |
| Ronny Turiaf           | Miami Heat             |
| Vincent Collet         |                        |

### Litva
| Ime i prezime        | Klub              |
| -------------------- | ----------------- |
| Rimantas Kaukėnas    | Montepaschi Siena |
| Mantas Kalnietis     | BC Žalgiris       |
| Jonas Mačiulis       | Montepaschi Siena |
| Martynas Pocius      | Real Madrid       |
| Tomas Delininkaitis  | BC Žalgiris       |
| Darius Songaila      | CB Valladoid      |
| Deividas Dulkys      | slobodni igrač    |
| Linas Kleiza         | Toronto Raptors   |
| Paulius Jankūnas     | BC Žalgiris       |
| Šarūnas Jasikevičius | Panathinaikos BC  |
| Jonas Valančiūnas    | Toronto Raptors   |
| Robertas Javtokas    | BC Žalgiris       |
| Kęstutis Kemzūra     |                   |

### Nigerija
| Ime i prezime      | Klub                       |
| ------------------ | -------------------------- |
| Tony Skinn         | Ironi Aškelon              |
| Ekene Ibekwe       | BBC Bayreuth               |
| Ike Diogu          | Capitanes de Arecibo       |
| Al-Farouq Aminu    | New Orleans Hornets        |
| Ade Dagunduro      | Stella Artois Leuven Bears |
| Chamberlain Oguchi | Panteras de Miranda        |
| Koko Archibong     | LTi Giessen 46ers          |
| Richard Oruche     | Académica Coimbra          |
| Ejike Ugboaja      | Janeš Tarabor QOM          |
| Derrick Obasohan   | Joventut Badalona          |
| Alade Aminu        | Élan Chalon                |
| Olumide Oyedeji    | Qingdao Double Star        |
| Ayo Bakare         |                            |

### Tunis
| Ime i prezime       | Klub            |
| ------------------- | --------------- |
| Omar Abada          | ES Rades        |
| Makrem Ben Romdhane | ÉS Sahel        |
| Lasad Čuaja         | Club Africain   |
| Murad El Mabruk     | ES Rades        |
| Moktar Gijaza       | ES Rades        |
| Muhamed Hdidane     | Stade Nabeulien |
| Marouan Kečrid      | US Monastir     |
| Marouan Lahnej      | JS Kairouan     |
| Amine Mahrebi       | ES Rades        |
| Salah Mejri         | ÉS Sahel        |
| Sofian M'Rad        | ALBA Berlin     |
| Amine Rzig          | ÉS Sahel        |
| Radhuane Slimane    | Al Nasr Dubai   |
| Zied Toumi          | ÉS Sahel        |
| Adel Tlatli         |                 |

### SAD
| Ime i prezime     | Klub                   |
| ----------------- | ---------------------- |
| Tyson Chandler    | New York Knicks        |
| Kevin Durant      | Oklahoma City Thunder  |
| LeBron James      | Miami Heat             |
| Russell Westbrook | Oklahoma City Thunder  |
| Deron Williams    | Brooklyn Nets          |
| Andre Iguodala    | Philadelphia 76ers     |
| Kobe Bryant       | Los Angeles Lakers     |
| Kevin Love        | Minnesota Timberwolves |
| James Harden      | Oklahoma City Thunder  |
| Chris Paul        | Los Angeles Clippers   |
| Anthony Davis     | New Orleans Hornets    |
| Carmelo Anthony   | New York Knicks        |
| Mike Krzyzewski   | Duke University        |

## Skupina B

### Australija
| Ime i prezime       | Klub                               |
| ------------------- | ---------------------------------- |
| Peter Crawford      | Townsville Crocodiles              |
| Patrick Mills       | San Antonio Spurs                  |
| Adam Gibson         | Gold Coast Blaze                   |
| Joe Ingles          | F.C. Barcelona Bàsquet             |
| Brad Newley         | Valencia BC                        |
| Matthew Dellavedova | Saint Mary's College of California |
| David Barlow        | CB Murcia                          |
| Mark Worthington    | Gold Coast Blaze                   |
| Aron Baynes         | Ikaros Kallitheas BC               |
| Matthew Nielsen     | BK Himki                           |
| Aleks Marić         | Panathinaikos BC                   |
| David Andersen      | Mens Sana Basket                   |
| Brett Brown         |                                    |

### Brazil
| Ime i prezime        | Klub                            |
| -------------------- | ------------------------------- |
| Marcelo Machado      | Flamengo Basketball             |
| Raul Togni Neto      | San Sebastián Gipuzkoa BC       |
| Caio Torres          | Flamengo Basketball             |
| Larry Taylor         | Associação Bauru Basquete Clube |
| Alex Garcia          | UniCEUB/BRB                     |
| Marcelinho Huertas   | FC Barcelona Bàsquet            |
| Leandro Barbosa      | Indiana Pacers                  |
| Anderson Varejão     | Cleveland Cavaliers             |
| Guilherme Giovannoni | UniCEUB/BRB                     |
| Nenê Hilário         | Washington Wizards              |
| Marcus Vinicius      | Flamengo Basketball             |
| Tiago Splitter       | San Antonio Spurs               |
| Rubén Magnano        |                                 |

### Kina
| Ime i prezime | Klub                      |
| ------------- | ------------------------- |
| Čen Žianghua  | Guangdong Southern Tigers |
| Ding Žinhui   | Zheijang Golden Bulls     |
| Guo Ailun     | Liaoning Dinosaurs        |
| Liu Vei       | Shangai Sharks            |
| Sun Jue       | Beijing Olympians         |
| Vang Šipeng   | Guangdong Southern Tigers |
| Vang Žiži     | Bayi Rockets              |
| Ži Žianlian   | Dallas Mavericks          |
| Ži Li         | Jiangsu Dragons           |
| Žan Žaoksu    | Shangai Sharks            |
| Žou Peng      | Guangdong Southern Tigers |
| Žu Fangju     | Guangdong Southern Tigers |
| Bob Donewald  |                           |

### Velika Britanija
| Ime i prezime     | Klub                  |
| ----------------- | --------------------- |
| Kieron Achara     | Assignia Manresa      |
| Robert Archibald  | Basket Zaragoza 2002  |
| Eric Boateng      | Peristeri             |
| Daniel Clark      | CB Estudiantes        |
| Luol Deng         | Chicago Bulls         |
| Joel Freeland     | Unicaja Málaga        |
| Kyle Johnson      | Apoel B.C.            |
| Andrew Lawrence   | College of Charleston |
| Mike Lenzly       | ČEZ Nymburk           |
| Pops Mensah-Bonsu | Beşiktaş Milangaz     |
| Nate Reinking     | Sheffield Sharks      |
| Andrew Sullivan   | Leicester Riders      |
| Chris Finch       |                       |

### Rusija
| Ime i prezime           | Klub               |
| ----------------------- | ------------------ |
| Aleksej Šved            | PBK CSKA Moskva    |
| Timofej Mozgov          | Denver Nuggets     |
| Sergej Karasev          | Triumf Ljuberci    |
| Vitalij Fridzon         | BK Himki           |
| Aleksandr Olegovič Kaun | PBK CSKA Moskva    |
| Jevgenij Voronov        | PBK CSKA Moskva    |
| Viktor Hrjapa           | PBK CSKA Moskva    |
| Semjon Antonov          | BK Nižnji Novgorod |
| Sergej Monja            | BK Himki           |
| Dmitrij Kvostov         | BK Himki           |
| Anton Ponkrašov         | PBK CSKA Moskva    |
| Andrej Kiriljenko       | PBK CSKA Moskva    |
| David Blatt             |                    |

### Španjolska
| Ime i prezime         | Klub                   |
| --------------------- | ---------------------- |
| Pau Gasol             | Los Angeles Lakers     |
| Rudy Fernández        | Real Madrid            |
| Sergio Rodríguez      | Real Madrid            |
| Juan Carlos Navarro   | Barcelona              |
| José Calderón         | Toronto Raptors        |
| Felipe Reyes          | Real Madrid            |
| Víctor Claver         | Portland Trail Blazers |
| Fernando San Emeterio | Caja Laboral           |
| Sergio Llull          | Real Madrid            |
| Marc Gasol            | Memphis Grizzlies      |
| Serge Ibaka           | Oklahoma City Thunder  |
| Victor Sada           | Barcelona              |
| Sergio Scariolo       |                        |